# José da Silva “Saca”

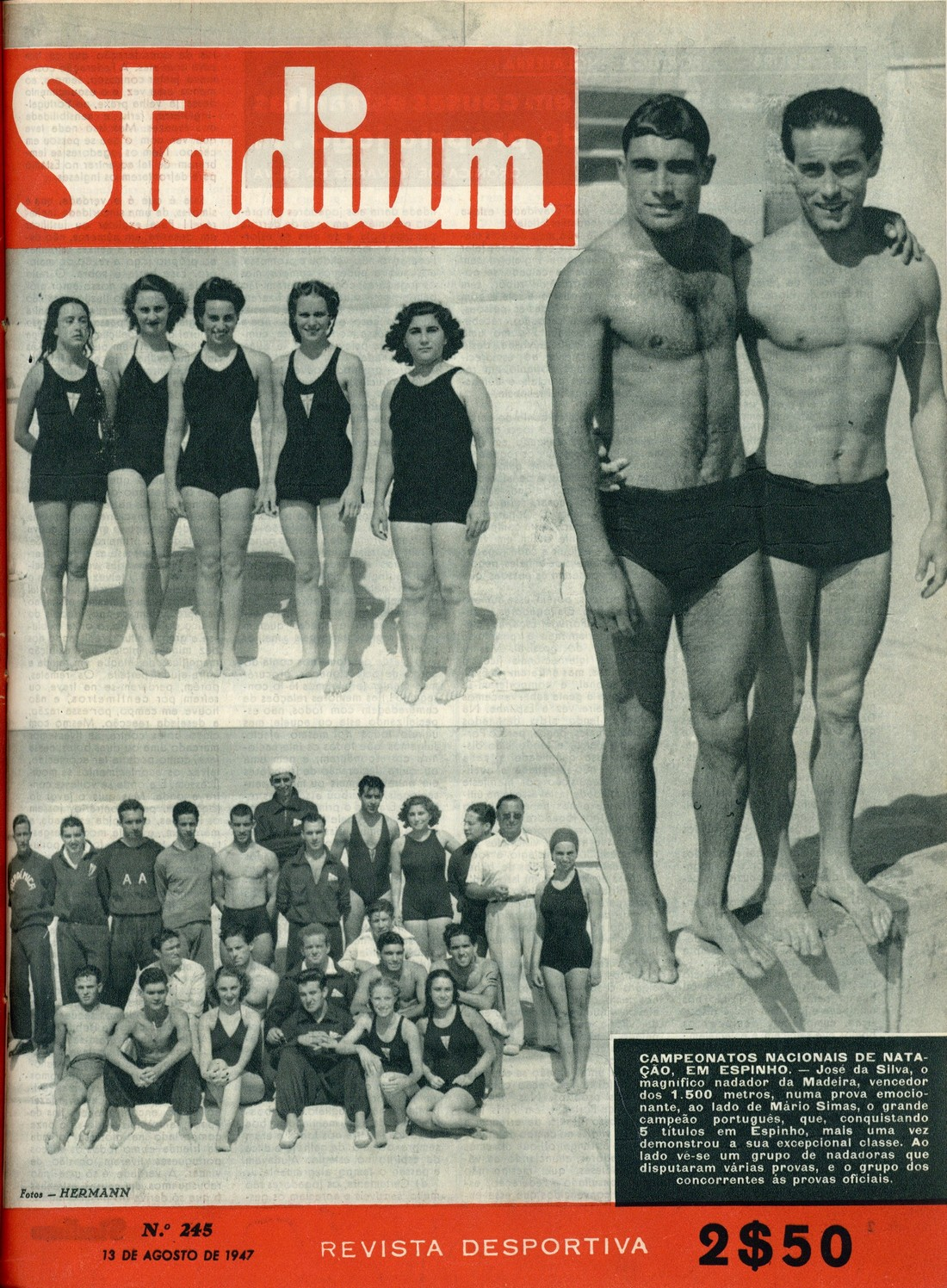
José da Silva "Saca" com Mário Simas

José da Silva "Saca" (Santa Maria Maior, Funchal, 30 de Janeiro de 1923 — Funchal, 27 de Março de 2005) foi um nadador português.
Atleta do Clube Desportivo Nacional, é ainda hoje lembrado como um dos melhores nadadores madeirenses de sempre, tendo sido campeão nacional e internacional em 1947, representando a selecção nacional nos encontros Portugal-Espanha disputados em Algés e Palma de Maiorca, na prova dos 1500 metros livres.

## Carreira desportiva
Natural da freguesia de Santa Maria Maior no Funchal, José da Silva "Saca" desde cedo nutriu uma paixão pela natação e em especial pelo mar, tendo como sua segunda casa o Lido.
Em 1946, com 23 anos de idade, José da Silva "Saca" e Vasco de Abreu (também nadador do Clube Desportivo Nacional) tornam-se os responsáveis pelo ressurgimento da natação na Ilha da Madeira, mobilizando durante vários anos a sociedade madeirense, através das suas conquistas nacionais e internacionais.

### Campeão nacional e internacional
Em 1947 José da Silva "Saca" sagrou-se campeão nacional nos 1500 metros livres e nos 1000 metros livres, do qual deteve o recorde nacional.
Ainda no mesmo ano, "Saca" deteve o recorde internacional dos 1000 metros livres no V Portugal-Espanha.

### Travessias
Em especial até à década de 60, "Saca" efectuou grandes travessias entre Machico e o Funchal; Ponta de São Lourenço e o Funchal, e Paul do Mar e o Funchal, as duas últimas, em distância superior à existente entre o Caniçal e o Ilhéu Chão, nas Desertas.
Longe das águas madeirenses, "Saca" participou em travessias entre Vila Franca e Alhandra, Berlengas e Peniche e na Travessia do Canal da Mancha.
Em 1956, "Saca" deteve o recorde da Travessia Berlengas-Peniche (15,4 quilómetros).
Em 1957 participou na Travessia do Canal da Mancha (34 quilómetros) mas apesar do seu favoritismo, não conseguiu concluir a prova devido à baixa temperatura das águas. Em 1958 voltou a participar, vendo-se novamente obrigado a abandonar a prova já muito próximo da meta e liderando a competição, pelo mesmo motivo do ano anterior.

## Homenagens

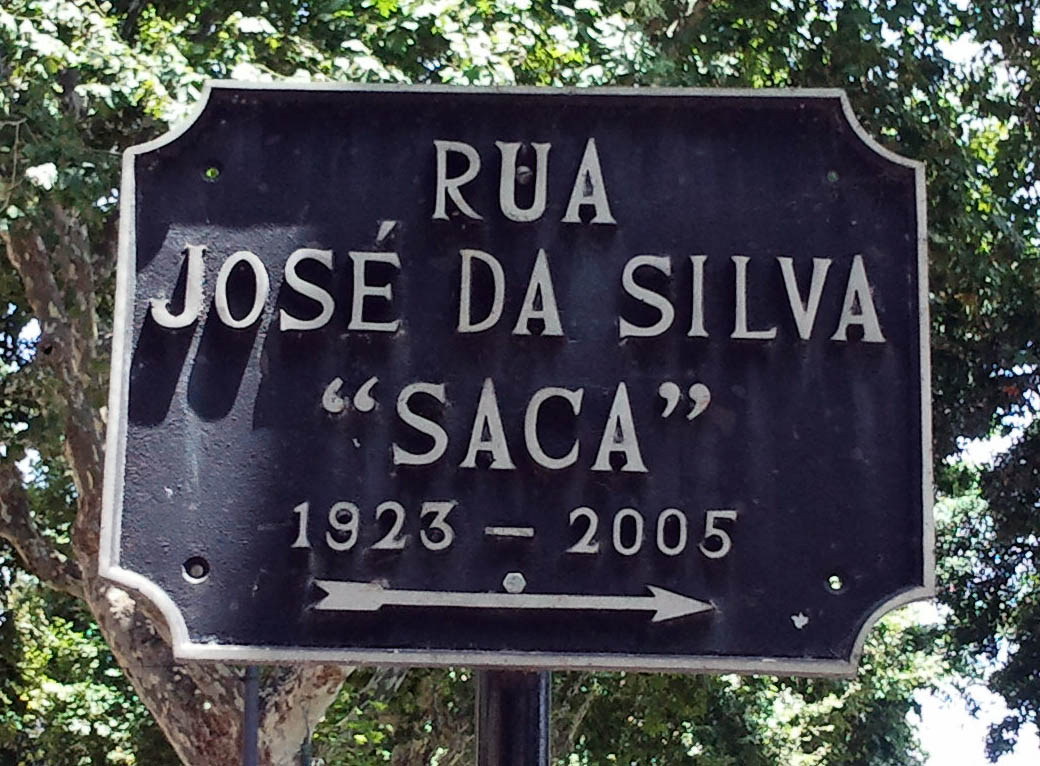
Rua José da Silva "Saca", no Funchal.

### Prova de Natação de Mar, José da Silva "Saca"
Organizada pela Associação de Natação da Madeira em colaboração com a Junta de Freguesia de Santa Maria Maior e Câmara Municipal do Funchal, tem lugar anualmente a Prova de Natação de Mar, José da Silva "Saca" (assim baptizada em 2001). A prova de natação de águas abertas realiza-se entre o cais do Funchal e o Complexo Balnear da Barreirinha, numa distância de aproximadamente 1000 metros, com a média de participantes (federados e populares) a rondar as duas centenas.
Na edição de 2011, o primeiro lugar feminino foi para Fátima Silva, filha de "Saca", terminando a prova em 25 minutos e 28 segundos. O vencedor da prova foi Duarte Vieira, nadador do Clube Desportivo Nacional.
Em 2015 e após três anos de interregno, devido a obras na frente mar do Funchal, é realizada a vigésima edição da prova, com a organização da Associação de Natação da Madeira.

### Rua José da Silva "Saca"
Situada na histórica freguesia de Santa Maria Maior no Funchal, de onde é natural José da Silva "Saca", foi assim baptizada como homenagem à memória do falecido nadador madeirense. A rua integra há vários anos o circuito da Super Especial do Rali Vinho da Madeira, realizado anualmente na baixa do Funchal.

### Álbum do Centenário do Clube Desportivo Nacional
Em Dezembro de 2010, no âmbito das comemorações do centenário do Clube Desportivo Nacional é lançado o álbum Nacional 1910-2010: Álbum do Centenário, onde são relembradas as principais conquistas de José da Silva "Saca", através do testemunho do então Presidente da Câmara Municipal do Funchal, Miguel Albuquerque.